# عروسی وایلد
عروسی وایلد (به انگلیسی: The Wilde Wedding) فیلمی محصول سال ۲۰۱۷ و به کارگردانی دامیان هریس است. در این فیلم بازیگرانی همچون گلن کلوز، جان مالکوویچ، پاتریک استوارت، مینی درایور، جک دونپورت، نوآ امریک، پیتر فاسینلی، یائل استون و برجیت لاندی پین ایفای نقش کرده‌اند.